# کنالا
کنالا (به فنلاندی: Konala) یک منطقهٔ مسکونی در فنلاند است که در هلسینکی واقع شده‌است. کنالا ۲٫۳۲ کیلومتر مربع مساحت و ۴٬۴۵۰ نفر جمعیت دارد.